# N702iS
FOMA N702iS是一部由NEC開發、NTT DoCoMo的第三代流動電話（FOMA）通訊終端產品。

## 概要
N702iS是以「被斟了水的玻璃杯」為形象而開發的機種。它也是自N701i以來支援Style Plus自訂外殼的型號。共有8款Style Plus可供使用，每款分別代表一種飲品（如抹茶、汽水等等）。
此外，N702iS也配備了Style Mode功能，屏幕中介面的顏色能被設定成與Style Plus的顏色協調一致。
另外，此手機也配備了3軸加速感應器。透過這個感應器，只要使用者把機身傾側，就能進行此款手機的一個獨特功能——把它自己的電郵地址透過紅外線傳送出去了。連預先安裝在手機中的待機畫面，也會隨機身不同的傾側角度而轉變。
此手機也支援iChannel。不過它並不支援外部記憶體。

## 規格
- 硬件規格
  - 形式：摺疊式
  - 外部記憶體：不支援
  - 顏色：Mineral Water、Strawberry Milk、Cafe Latte
  - 大小：闊52×高98×厚26毫米
  - 重量：113g
  - 持續通話時間：約110分鐘
  - 持續視像電話通話時間：約80分鐘
  - 持續待命時間
    - 靜止時：約540小時
    - 移動時：約400小時

  - 主液晶體顯示屏：2.1吋、QVGA+240×345像素　約65,536色的TFT液晶體顯示屏
  - 副液晶體顯示屏：無
  - 相機
    - 外側：支援自動對焦、有效約130萬像素的CMOS
    - 內側：有效約33萬像素、記錄約31萬像素的CMOS

## 歷史
- 2006年7月4日：D702iF、N702iS、P702iD、SH702iS、M702iG開發的發佈。
  - 2006年6月19日：獲技術基準適合証明（TELEC）通過
  - 2006年6月22日：獲電器通信端末機器審查協會（JATE）通過

## 外部連結
- 產品 NTT DoCoMo
- N702iS-NEC-產品資訊-